# Diástole (figura literaria)
En retórica, la diástole (o éctasis) es una figura literaria de dicción o metaplasmo que en latín permitía que una sílaba breve se pronunciara como larga. En lenguas donde no existe la cantidad vocálica, como el español, la figura se aplica a la acentuación: atrasar la posición del acento de una sílaba a la siguiente (en ocasiones, con el objeto de facilitar ciertas rimas). El metaplasmo opuesto se denomina sístole.
- Datos: Q3706837